# Alexander-Klaus Stecher

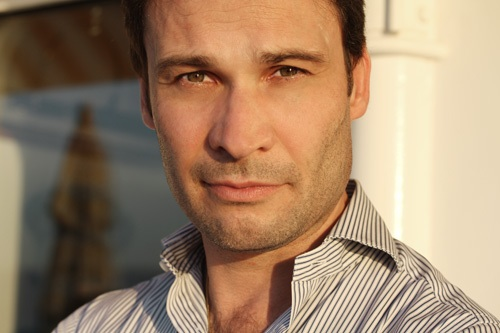
Alexander-Klaus Stecher (2013)

Alexander-Klaus Stecher (* 23. Januar 1968 in Rosenheim) ist ein deutscher Schauspieler, Talkmaster, Moderator, Autor, Popsänger und TV-Produzent.

## Karriere
Alexander-Klaus Stecher stand als Kind in der Sendung Das feuerrote Spielmobil vor der Kamera. Er nahm Schauspielunterricht bei dem Schauspieler Hans Clarin, war kurzzeitig auf der Otto-Falckenberg-Schule und machte später im Münchner Zinner Studio seinen Abschluss. Während seines Schauspielstudiums war er an diversen Bühnen in München und bei Tourneetheatern engagiert. Anschließend bekam er ein Volontariat beim Bayerischen Rundfunk, moderierte dort Unterhaltungssendungen und nahm ein Journalistikstudium in München auf. Seitdem arbeitet er als Schauspieler, Moderator, Sänger sowie als Medienunternehmer und TV-Produzent mit seiner Produktionsfirma A.K.S.-Productions im Fernseh-, Radio- und Gala-Veranstaltungsbereich.
Im Fernsehen trat er in Krimiserien wie Derrick, Der Alte und Siska auf, später vor allem in Rosamunde-Pilcher-Verfilmungen, auf.
1997 bekam Stecher eine eigene Late-Night-Show Stecher's Showtalk auf RTL-Television, die er mitproduzierte. Von 2000 bis 2006 moderierte er die tägliche Flirt-Show Alles Liebe bei dem Fernsehsender GoldStar TV von Premiere/SKY Deutschland. In einem monatlichen Spezial Alles Liebe V.I.P. interviewte Stecher bis 2019 prominente Gäste. Bei Sat.1 moderierte er 2003 zudem die tägliche Live-Sendung Klatsch-TV.
Stecher war von 1991 bis 2012 mit einer täglichen Mittagsshow Unterhaltungschef des Münchner Regionalsenders Radio Arabella. Dort moderierte und produzierte er auch seine wöchentliche Prominenten-Talkshow Vorsicht Stecher!. Seit 1998 veranstaltet er die jährliche Live-Fernseh-Gala Stechers Stammtisch. Seine Co-Gastgeberin ist seit 2004 die Bunte-Chefredakteurin Patricia Riekel. Unter der mehrmaligen Schirmherrschaft von Bundeskanzlerin Angela Merkel konnte er dafür u. a. Gäste wie z. B. die Nobelpreisträger Michail Gorbatschow oder den israelischen Staatspräsidenten Shimon Peres gewinnen. 2013 rief er als Initiator, Gastgeber, Produzent und Moderator den TV-Preis Die Goldene Deutschland u. a. für SAT.1 ins Leben, bei denen regelmäßig Persönlichkeiten ausgezeichnet werden, die sich um Deutschland oder die deutsche Gesellschaft verdient gemacht haben. Unter anderem ausgezeichnet wurden 2015 dabei Fürst Albert II von Monaco für seine weltweite Umweltstiftung sowie Plácido Domingo und Thomas Gottschalk als Ehrenpreisträger.
Mit seinem Zwillingsbruder Manfred Stecher startete er im Herbst 2006 das Klassik-Pop-Duo Fratelli Project. Das Debütalbum Romanza erschien 2006, ein Folgealbum unter dem Titel Gondoliere erschien 2011 auf iTunes. Im Dezember 2007 wurde Stecher zum „offiziellen ehrenamtlichen Botschafter der deutschen SOS-Kinderdörfer“ ernannt. 2009 erschien sein erstes Buch Die wilde Schule des Lebens. Prominente wie Ottmar Hitzfeld, Heiner Lauterbach, Hans-Dietrich Genscher u. a. erzählen darin von den entscheidenden Prüfungen in ihrem Leben. Zusammen mit Holger Hansen ist Stecher Geschäftsführer der GLOW-Innovation GmbH, ein Joint-Venture Unternehmen der GLOW-Group des Medien-Managers Georg Kofler, das seit 2015 Groß-Events veranstaltet.
2007 wurde Stecher Manager der Unternehmerin und Moderatorin Judith Williams, mit der er seit 2011 verheiratet ist.
2020 produzierte er mit Opernsänger Jonas Kaufmann das Filmporträt Jonas Kaufmann – ein Weltstar ganz privat.

## Privates
Stechers Zwillingsbruder Manfred ist als Opernsänger bekannt. Stecher war bis 2010 mit der Fernsehmoderatorin Stefanie Ludwig verheiratet, mit der er zwei Söhne hat. Im Herbst 2007 trennte sich das Ehepaar, Seit 2011 ist er mit Judith Williams verheiratet, mit der er zwei Töchter hat.

## Fernseh- und Theaterauftritte

### Fernsehen
- SOKO Kitzbühel – Allein, ZDF 2022
- Rosamunde Pilcher – Ein Doktor & drei Frauen, ZDF 2015 (Rolle: Butler Reginald zusammen mit Harald Schmidt als Lord Hurlington)
- Rosamunde Pilcher – Evitas’ Rache, ZDF 2013, England (Rolle: Kommissar Burt Hinchley)
- Rosamunde Pilcher – Englischer Wein, ZDF 2011, England (Rolle: Reginald Jennings)
- Rosamunde Pilcher – Im Zweifel für die Liebe, ZDF 2009, England (Rolle: Sal Cummings)
- Rosamunde Pilcher – Wiedersehen in Rose Abbey, ZDF 2009, England (Rolle: Paul Taylor)
- Da wo die Berge sind, Co-Produktion ORF/ARD 2008, Österreich (Rolle: Rolf Wenger)
- Im Tal der wilden Rosen – Liebe im Schatten des Zweifels, ZDF-Produktion 2007, Kanada (Rolle: Sheriff Joe Carmody)
- Rosamunde Pilcher – Wiedersehen am Fluß, ZDF 2006, Irland (Rolle: Ryan Cooper)
- Rosamunde Pilcher – Flügel der Hoffnung, ZDF 2006, England (Musikproduzent Donald Bright)
- Robin Pilcher – Jenseits des Ozeans, ZDF 2005, Irland (Rolle: Duncan Caple)[2]
- Robin Pilcher – Wie ein Stern am Horizont, ZDF, Irland (Rolle: Roger)
- Rosamunde Pilcher – Vermächtnis der Liebe, ZDF 2004, England (Rolle: Daniel Forgs)
- Eine Liebe am Gardasee, Serie ZDF 2005, BRD (Rolle: Paolo Bertini)
- Hallo Robbie, ZDF 2005, BRD (Rolle: Frank Riedel)
- Der Alte (9 Folgen, Episodenhauptrollen)[3]
- Derrick (3 Folgen, Episodenhauptrollen)[4]
- Siska (5 Folgen, Episodenhauptrollen):
  - 1998: Folge 1: Der neue Mann
- Der Mann ohne Schatten, RTL, Serie
- Komödienstadel, BR/ARD
- Spuk im Schlosshotel, ARD

### Theater
- Süddeutsche Karl-May-Festspiele 2011, Rolle: Old Shatterhand
- Kabale und Liebe
- Tratsch im Treppenhaus, Komödie München
- Don Carlos, Tournee Augsburg
- Der Bauerndiplomat, Tournee-TV
- Frau Sonnenschein, Tournee-TV
- Spuk im Schloßhotel, Tournee-TV
- Verhör auf italienisch, Blutenburgtheater
- Komödienstadel – Ehestreik, Tournee-TV

### Fernseh- und Radiomoderationen
- Die Goldene Deutschland, TV-Preisverleihung für Sat.1/Sat.1 GOLD, seit 12. Mai 2013, jährlich, Moderation und Produktion[5]
- Stechers Showtalk (Late-Night-Talk), RTL-Television 1997/1998 wöchentlich
- Vorsicht Stecher, Prominenten-Talk Radio Arabella seit 1991
- Stechers Stammtisch, Live-Gala, TV jährlich seit 1998
- Alles Liebe, Flirtshow, GoldStar TV 2000–2006 täglich
- Alles Liebe – VIP, GoldStar TV monatlich
- Klatsch-TV, Sat.1, 2004/2005, täglich
- Die Koch-Show, TM3, 2003 wöchentlich
- Share a tone mit A.K.S., Promi-Talk aus dem Münchner Sheraton-Hotel 1986–2001 monatlich für TV-München, Tele 5, RTL-Television im Wechsel
- Gute Nacht Freunde, BR, 1992–1994 wöchentlich
- Charivari-Persönlich, Prominenten-Talkshow, Radio Charivari München, 1986–1991

## Diskografie
- 2006: Romanza, almara records
- 1989: Songs für Berlin, Chansons von Charles Kalman, TeBiTon

## Veröffentlichungen
- Die wilde Schule des Lebens. Pattloch, München 2009, ISBN 978-3-629-02206-6